# Unbiseptio
El unbiseptio, o eka-americio es el nombre temporal de un elemento químico desconocido de la tabla periódica que tiene el símbolo temporal Ubs y número atómico Z=127.

## Nombre
El nombre unbiseptio es un nombre sistemático de elemento, que se emplea como marcador de posición hasta que se confirme su existencia por otro grupo de investigación y la IUPAC decida su nombre definitivo.
El elemento 127 es de interés porque es parte de la hipotética isla de estabilidad.